# Victor Turner
Victor Turner (Glasgow, 28 mei 1920 - 18 december 1983) was een Schotse cultureel antropoloog. Hij is bekend geworden door zijn onderzoek naar symbolen, rituelen en rites de passage. Daardoor behoort hij tot de stroming symbolische antropologie. Hij werd ook sterk beïnvloed door Clifford Geertz. Turner heeft vele jaren onderzoek gedaan bij de Ndembu, een etnische groep in Zambia.